# 塞尔 (默尔特-摩泽尔省)
塞尔（法語：Serres，法語發音：[sɛʁ] ⓘ）是法国默尔特-摩泽尔省的一个市镇，位于该省南部，属于吕内维尔区。

## 地理
塞尔（48°41'24"N, 6°27'45"E）面积15.55 平方千米，位于法国大東部大區默尔特-摩泽尔省，该省份为法国东北部内陆省份，是洛林的一部分，北邻比利时、卢森堡，北起顺时针与摩泽尔省、下莱茵省、孚日省和默兹省接壤。
与塞尔接壤的市镇（或旧市镇、城区）包括：阿蒂安维尔、库尔贝索、德鲁维尔、安维尔欧雅尔、奥埃维尔、迈克斯、瓦莱。

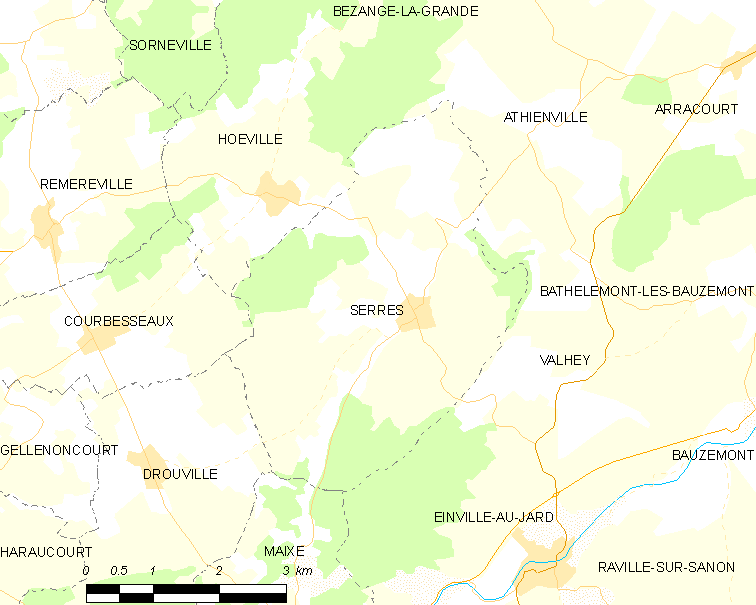
的OSM定位图

塞尔的时区为UTC+01:00、UTC+02:00（夏令时）。

## 行政
塞尔的邮政编码为54370，INSEE市镇编码为54502。

## 政治
塞尔所属的省级选区为吕内维尔第一县。

## 人口

1962-2008年间人口变化图示

塞尔于2022年1月1日时的人口数量为250人。